# Immanuel Meyer-Pyritz
Immanuel Meyer-Pyritz (* 16. März 1902 in Berlin; † 4. November 1974 ebenda) war ein Maler, Grafiker, Kunsthistoriker und Dozent an der Berliner Kunstakademie.

## Leben
Der Sohn des Bildhauers Martin Meyer-Pyritz wurde in Berlin geboren, wuchs aber bei Verwandten in Pommern auf. Er beschäftigte sich als Grafiker hauptsächlich mit  pommerschen Landschafts- und Stadtmotiven. 
1955 gründete er die Berliner Abteilung der Gesellschaft für pommersche Geschichte, Altertumskunde und Kunst, die er bis 1971 leitete. In dieser Funktion organisierte er in den Jahren 1955 bis 1965 fünf Ausstellungen in Berlin, zu denen er auch Kataloge verfasste und veröffentlichte. 1970 wurde er Ehrenmitglied der Gesellschaft für pommersche Geschichte, Altertumskunde und Kunst. In Anerkennung seiner vielseitigen kulturhistorischen Arbeiten verlieh ihm die Pommersche Landsmannschaft 1971 den Pommerschen Kulturpreis.

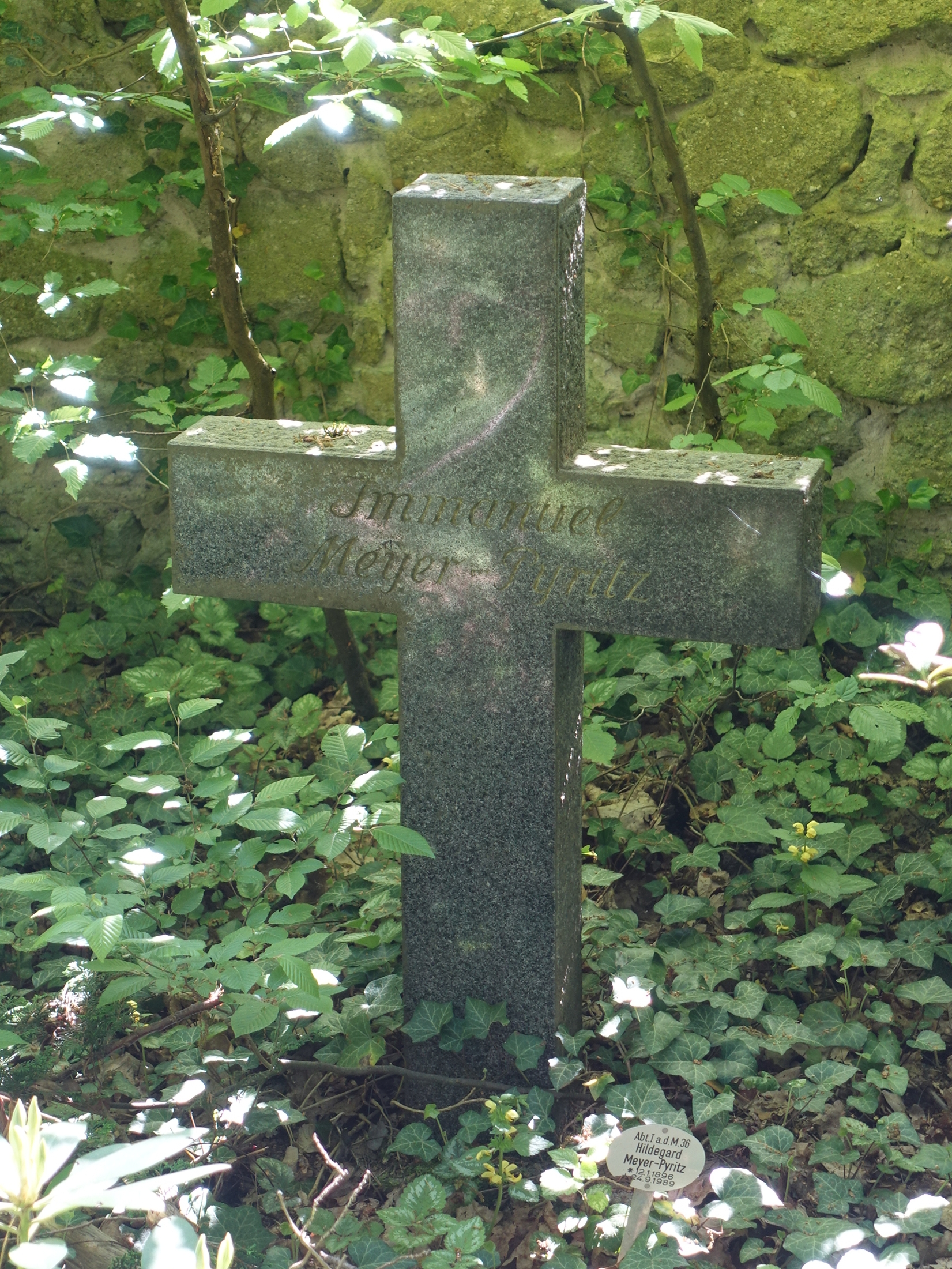
Grab von Immanuel Meyer-Pyritz, Friedhof Grunewald-Forst

Der Berliner Tagesspiegel nannte ihn in seinem Nachruf gebildet und nobel; außerdem sei das Berliner Kulturleben lange Jahre ohne seine Aktivitäten nicht denkbar gewesen.
Immanuel Meyer-Pyritz wurde auf dem Friedhof Grunewald-Forst beigesetzt. Sein Grab hat sich erhalten.

## Schriften
- Immanuel Meyer-Pyritz, Bedeutende Pommern aus fünf Jahrhunderten, Ausstellungskatalog herausgegeben von der Gesellschaft für pommersche Geschichte, Altertumskunde und Kunst e.V., Abt. Berlin, Berlin 1961. (Dem Pommer Martin Wehrmann zum Gedächtnis)
- Ausstellungskatalog: Pomeraniae Documenta. Rathaus Charlottenburg vom 8.–31. Oktober 1965 hrsg. von Immanuel Meyer-Pyritz, Gesellschaft für Pommersche Geschichte, Altertumskunde und Kunst. Berlin 1965.
- Immanuel Meyer-Pyritz: Das Antlitz der siebenhundertjährigen Stadt Pyritz, Broschüre, 1965.